# Bańgów (gmina)

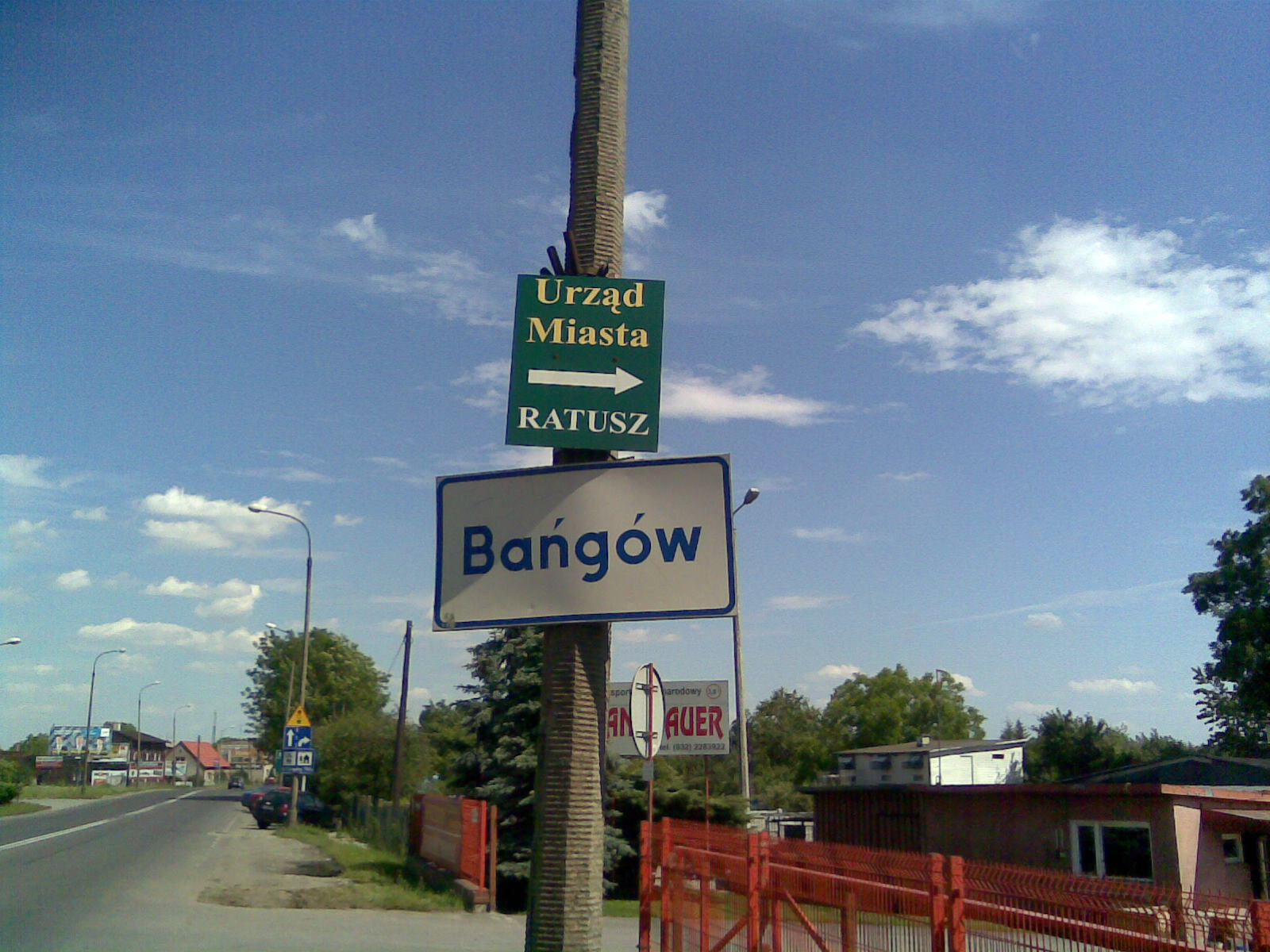
Bańgów

Bańgów – dawna gmina wiejska istniejąca w latach 1945–1951 w woj. śląskim i katowickim (dzisiejsze woj. śląskie). Siedzibą władz gminy był Bańgów (obecnie dzielnica Siemianowic Śląskich).
Gmina zbiorowa (o charakterze jednostkowym) Bańgów powstała w grudniu 1945 w powiecie katowickim w woj. śląskim (śląsko-dąbrowskim).
1 stycznia 1946 gmina składała się z samej siedziby i przez to nie była podzielona na gromady. 6 lipca 1950 zmieniono nazwę woj. śląskiego na katowickie.
W związku z likwidacją powiatu katowickiego 1 kwietnia 1951 gmina Bańgów została zniesiona, a jej obszar włączony do Siemianowic Śląskich.